# Manuel Galbán
Manuel Hilario Galbán Torralbas (Gibara, 14 de enero de 1931-La Habana, 7 de julio de 2011) fue un guitarrista, pianista y arreglista cubano, conocido por haber sido el director musical del grupo vocal Los Zafiros y por su trabajo como uno de los principales guitarristas del Buena Vista Social Club. Además, fue galardonado en los Grammy Latinos 2003 con el premio al Mejor Álbum de Pop Instrumental por el disco Mambo Sinuendo, grabado junto a Ry Cooder. Además, en los Grammy Latinos 2012 el vídeo Blue Cha Cha fue nominado a Mejor Vídeo Instrumental Versión Larga. Vivió con su esposa hasta su muerte, el 7 de julio de 2011, en la misma casa que ocupaban en los días de Los Zafiros.

## Historia
Galbán nació en la pequeña ciudad de Gibara, conocida también como La Villa Blanca, en la Provincia de Holguín, al oriente de Cuba. Creció en el seno de una familia vinculada a la música pues dos de sus hermanos tocaban la guitarra, su padre tocaba el tres y su madre cantaba. De niño aprende a tocar estos instrumentos, además del piano. Luego de tocar en distintas formaciones locales tuvo su debut profesional a los 14 años como guitarrista de la Orquesta Villa Blanca, donde también estaban sus hermanos. En 1956, se trasladó a la ciudad de La Habana, donde alternó actuaciones en bares y clubes de la capital con apariciones en emisiones radiofónicas, así como la participación en distintos trabajos discográficos.
En 1962, conoce a Ignacio Elejalde, Miguel "Miguelito" Cancio, Leoncio "Kike" Murúa y Eduardo "El Chino" Elio Hernández, miembros del grupo vocal Los Zafiros. Al año siguiente se integra como guitarrista, arreglista y director musical del grupo. Los Zafiros gozaron de gran éxito gracias a una atractiva fusión musical entre el doo-wop afroamericano y ritmos caribeños como el bolero, el mambo, la rumba y el calypso. 
Luego de abandonar el grupo en 1972, Galbán se incorpora a la Dirección Nacional de Música donde permanece tres años como director. Posteriormente, conforma la agrupación de música tradicional cubana Grupo Batey, con la cual se mantiene durante 23 años.
En 1997, conoce a Ry Cooder y a Nick Gold, dueño del sello discográfico World Circuit. Gracias a esto, entra a formar parte de los músicos participantes en el documental Buena Vista Social Club, donde aparece junto a Cooder durante las sesiones de grabación del álbum debut de Ibrahim Ferrer y como guitarrista del tour que se realizó luego del lanzamiento del documental. Más adelante, participó en grabaciones junto con Ferrer y Orlando "Cachaíto" López, contrabajista de Buena Vista Social Club.
En 1998, se une al grupo de música tradicional cubana Vieja Trova Santiaguera.
En 2001, World Circuit realiza una sesión de grabación especial para Galbán y Miguel Cancio, quienes eran para ese entonces los dos únicos miembros vivos de Los Zafiros. La grabación fue realizada en los estudios EGREM, junto con Cachaíto López, Roberto García y Bernardo "Chori" García. En esta ocasión, Cancio y Galbán grabaron dos de las antiguas canciones de Los Zafiros, las cuales aparecen en el documental Los Zafiros: Music from the Edge of Time del director Lorenzo DeStefano, y marcan la primera grabación de ambos después de treinta años.
En el 2003, grabó el disco Mambo Sinuendo, nuevamente junto a Cooder, siendo premiado en el 2003 como Mejor Álbum Pop Instrumental en los Grammy Latinos. Aunque quiso retirarse, Galbán continuó activo en la escena musical cubana a través de su trabajo con Buena Vista Social Club y como artista de grabaciones para el sello World Circuit. 
Empezó a grabar otro disco solista en el 2010, con un elenco de músicos que incluyó, entre otros, a Omara Portuondo. El 7 de julio de 2011, poco después de haber terminado la grabación del disco, Galbán muere a la de edad de 80 años. Esta producción póstuma fue titulada como Blue Cha Cha y fue lanzada en junio del 2012.